# Andy Andrews (Tennisspieler)
Alexander Boyd „Andy“ Andrews IV (* 1. Januar 1959 in Raleigh) ist ein ehemaliger US-amerikanischer Tennisspieler.

## Karriere
Während seiner Zeit an der Universität wurde Andrews sowohl im Einzel als auch im Doppel zum All-American gewählt. Er gewann sieben Titel der Atlantic Coast Conference.
Im Jahr 1981 trat Andrews zum ersten Mal bei den US Open an. Im Einzel scheiterte er in der ersten Runde an Yannick Noah, im Doppel erreichte er mit Drew Gitlin das Achtelfinale.
1982 war das erfolgreichste Jahr seiner Karriere. Im Einzel erreichte er in Itaparica das Halbfinale, welches er gegen den späteren Turniersieger Jaime Fillol verlor. Im Doppel des Turniers im Londoner Queen’s Club spielte er sich gemeinsam mit John Sadri ins Halbfinale. Danach folgten fünf Finalteilnahmen im Doppel an der Seite von Sadri oder Gitlin, von diesen Finalrunden konnte er drei für sich entscheiden. Das letzte Finale im Jahr 1982 war bei den Australian Open, dies sollte seine einzige Finalteilnahme bei einem Grand-Slam-Turnier bleiben.
1983 folgte eine weitere Finalrunde in Monterrey, 1985 konnte er mit Tomm Warneke zwei Doppeltitel auf der Challengertour gewinnen. Außerdem erreichte er beim Challenger von San Luis Potosí sein einziges Einzelfinale, das er gegen Leonardo Lavalle verlor.
Nach 1985 trat er 1987 nur noch in einem einzigen Doppelwettbewerb an. Er musste seine Karriere recht früh wegen Verletzungen aufgeben.

### Ehrungen
Im Jahr 2016 nahm die North Carolina Tennis Hall of Fame ihn auf. 2021 wurde Andrews in die Southern Tennis Hall of Fame aufgenommen. Außerdem wurden die Indoor-Tennisplätze der North Carolina State University nach ihm benannt.

## Persönliches
Andy Andrews war 1978 bis 1981 Student an der North Carolina State University und spielte für deren Tennisteam.
Er arbeitete nach seiner Tenniskarriere in der Immobilienbranche und gründete 2006 ein eigenes Unternehmen.

## Erfolge
| Legende                  |
| Grand Slam               |
| Saisonendveranstaltungen |
| Open-Era-Turniere (3)    |
| ATP Challenger Tour (2)  |

| Titel nach Belag |
| Hartplatz (2)    |
| Rasen (1)        |
| Sand             |
| Teppich          |

### Doppel

#### Turniersiege

##### ATP Tour
| Nr. | Datum           | Turnier    | Belag     | Partner     | Finalgegner              | Ergebnis      |
| --- | --------------- | ---------- | --------- | ----------- | ------------------------ | ------------- |
| 1.  | 11. Juli 1982   | Newport    | Rasen     | John Sadri  | Syd Ball Rod Frawley     | 3:6, 7:6, 7:5 |
| 2.  | 1. August 1982  | Cap d’Agde | Hartplatz | Drew Gitlin | Pavel Složil Tomáš Šmíd  | 6:2, 6:4      |
| 3.  | 22. August 1982 | Stowe      | Hartplatz | John Sadri  | Eric Fromm Mike Fishbach | 6:3, 6:4      |

##### Challenger Tour
| Nr. | Datum         | Turnier     | Belag         | Partner      | Finalgegner                      | Ergebnis |
| --- | ------------- | ----------- | ------------- | ------------ | -------------------------------- | -------- |
| 1.  | 24. März 1985 | Montreal    | Hartplatz (i) | Tomm Warneke | Kelly Evernden Michael Robertson | 6:3, 7:6 |
| 2.  | 7. Juli 1985  | Schenectady | Hartplatz     | Tomm Warneke | Fred Perrin Norm Schellenger     | 6:4, 7:6 |

#### Finalteilnahmen
| Nr. | Datum              | Turnier         | Belag       | Partner     | Finalgegner                    | Ergebnis      |
| --- | ------------------ | --------------- | ----------- | ----------- | ------------------------------ | ------------- |
| 1.  | 26. September 1982 | Los Angeles     | Rasen       | Drew Gitlin | Kevin Curren Hank Pfister      | 6:4, 2:6, 5:7 |
| 2.  | 12. Dezember 1982  | Australian Open | Rasen       | John Sadri  | John Alexander John Fitzgerald | 4:6, 6:7      |
| 3.  | 6. März 1983       | Monterrey       | Teppich (i) | John Sadri  | David Dowlen Nduka Odizor      | 6:3, 3:6, 4:6 |